# Суб'єктивна унікальність
«Суб'єктивна унікальність» (англ. Unique Is Where You Find It) — науково-фантастичне оповідання американського письменника  Айзека Азімова, вперше опубліковане у  збірці «Грань майбутнього» (1985).

## Сюжет
Аспірант-хімік повинен забезпечити прихильність професора, щоб відчувати себе впевнено при захисті дисертації, за умовою професора він повинен вгадати який із хімічних елементів той вважає унікальним.
Після вивчення унікальних властивостей усіх хімічних елементів і консультацій з друзями, унікальний елемент вгадав офіціант, який чув їхню розмову і враховуючи характеристику надану професору аспірантом, вирахував, що унікальність елемента полягає в його важковимовній назві — празеодим (англ. praseodymium).